# Filotimia Manolache
Filotimia Manolache (n. 1896 – d. 1989) a fost o monahie de la Mănăstirea Râmeț, mama Sfântului Cuvios Dometie cel Milostiv de la Râmeț.
A fost canonizată ca sfântă de Sfântul Sinod al Bisericii Ortodoxe Române în ședința sa din 1 iulie 2025, cu titulatura „Sfânta Cuvioasă Filotimia de la Râmeț, mama Sfântului Cuvios Dometie cel Milostiv” și prăznuirea în ziua de 6 iulie.